# Naemorhedus griseus
Il goral della Cina (Naemorhedus griseus Milne-Edwards, 1871) è un mammifero artiodattilo della sottofamiglia dei Caprini che è stato riconosciuto solo recentemente come specie a sé stante; fino a poco tempo fa, infatti, era considerato una sottospecie del goral dalla coda lunga (Naemorhedus caudatus).

## Tassonomia
Attualmente, gli studiosi riconoscono due sottospecie di goral della Cina:
- N. g. griseus Milne-Edwards, 1871 (Cina orientale, India nord-orientale, Myanmar sud-orientale, Thailandia nord-occidentale e Vietnam settentrionale);
- N. g. evansi Lydekker, 1902 (Myanmar occidentale).

## Descrizione
Il goral della Cina è ricoperto da una pelliccia di colore grigio-marrone, con una linea scura lungo il dorso e una regione più chiara sulla gola. I maschi possiedono una breve criniera sul collo, che può essere eretta a piacimento, e orecchie relativamente grandi. Le corna, presenti sia nei maschi che nelle femmine, sono leggermente piegate all'indietro e relativamente brevi. Nell'aspetto ricorda molto i Caprini più antichi, e, come tutte le specie di questa sottofamiglia, ha una corporatura tozza adatta a uno stile di vita basato sull'arrampicata.

## Distribuzione e habitat
Il goral della Cina è diffuso in Cina orientale (dalla Mongolia Interna allo Yunnan), nel nord-est dell'India (regioni a est del Bangladesh), nel nord del Vietnam, nelle zone occidentali e sud-orientali del Myanmar e nella Thailandia nord-occidentale. Sebbene vi siano segnalazioni provenienti anche dal Laos, la sua presenza in questo Paese deve ancora essere confermata. Vive prevalentemente nelle foreste di montagna.

## Biologia
Questo animale è attivo principalmente al mattino presto e nel tardo pomeriggio, quando si allontana dai suoi ripari per andare alla ricerca di cibo. Si nutre di erbe, foglie, ramoscelli, noci e altre sostanze vegetali. Al di fuori della stagione degli amori è per lo più solitario, ma a volte è stato osservato anche in piccoli gruppi.

## Conservazione
Il goral della Cina viene cacciato per la carne e per altre parti del suo corpo, impiegate per scopi medici; oltre che dalla caccia, è minacciato anche dalla distruzione dell'habitat. La IUCN lo elenca tra le specie vulnerabili.